# Henry de Lorraine
Henry (Louis) de Lorraine-Chaligny (1596 - 10 juin 1672) est le fils d'Henri de Lorraine, comte de Chaligny (1571-1600), et de Claude de Moy (1572 † 1627), marquise de Moy.
Il est inhumé en habit de capucin, selon son souhait, en l’église du couvent des capucins de Varangéville. Ses restes sont transférés le 8 mars 1792 en l'église Saint-Epvre puis enfin en 1821 dans l'église des Cordeliers de Nancy.

## Frères et sœurs
- Charles de Lorraine (1592-1631), évêque de Verdun,
- François de Lorraine (1599-1672), évêque de Verdun de 1623 à 1661,
- Louise de Lorraine-Chaligny (1594 † 1er décembre 1667 - Mons), épouse de Florent de Ligne.